# Colostygia circumvallaria
Colostygia circumvallaria là một loài bướm đêm trong họ Geometridae.